# Eddie Dennis
Edward Dennis (* 22. März 1986 in Swansea, Wales) ist ein walisischer Wrestler. Er stand zuletzt bei der WWE unter Vertrag und trat regelmäßig in deren Show NXT UK auf.

## Wrestling-Karriere
Dennis begann seine Wrestling-Karriere im Jahr 2008, als er hauptberuflich als Mathematiklehrer arbeitete. Im Jahr 2016 gab Dennis seinen Job auf, um Vollzeit Wrestler zu werden.

### Attack! Pro Wrestling (2011, 2013–2019)
Sein Debüt-Match gab er bei Attack am 12. August 2011. Am 21. Dezember 2013 gewann Dennis die Attack! 24:7 Championship. Über die Zeit gewann er den Titel noch weitere drei Male. Zudem gewann er zweimal den Attack Championship. Neben seiner Zeit bei Attack kämpfte er auch für Progress Wrestling. Hier gewann er den Progress Unified World Championship und zusammen mit Mark Andrews die Progress Tag Team Championship.

### World Wrestling Entertainment (2018–2022)
Er gab sein Fernsehdebüt in der Folge NXT UK vom 7. November 2018, in der er Sid Scala besiegte. Sein letztes Match war während der Episode von NXT UK am 26. Dezember, in der er Dan Moloney durch Disqualifikation besiegte. Dennis kehrte im folgenden Jahr in der Folge von NXT UK vom 2. Januar 2019 zurück, in der sein Match gegen Dave Mastiff mit einer doppelten Disqualifikation endete. Am 12. Januar 2019 bei NXT UK TakeOver: Blackpool traf er auf Mastiff in einem No Disqualification Match, dieses Match verlor er jedoch. Seitdem bestritt er vereinzelte Matches, welche er bislang für sich entscheiden konnte. Am 18. August 2022 wurde bekannt gegeben, dass er von der WWE entlassen wurde.

## Titel und Auszeichnungen
- Attack! Pro Wrestling
  - Attack! 24:7 Championship (4×)
  - Attack! Championship (2×)

- Pro Wrestling Chaos
  - King Of Chaos Championship (1×)
  - Knights Of Chaos Championship (1×) mit Alex Steele

- Progress Wrestling
  - Progress Tag Team Championship (1×) mit Mark Andrews
  - Progress Unified World Championship (1×)

- South Coast Wrestling
  - One To Watch Trophy Championship (1×)

- Triple X Wrestling
  - TXW Championship (1×)

- Entertainment Wrestling Association
  - EWA Championship (1×)

- Pro Wrestling Illustrated
  - Nummer 213 der Top 500 Wrestler in der PWI 500 in 2019